# Жибек-Жоли (Карасайський район)
Жибе́к-Жоли́ (каз. Жібек жолы) — село у складі Карасайського району Алматинської області Казахстану. Адміністративний центр Жибек-жолинського сільського округу.
Населення — 30134 особи (2021; 15163 у 2009, 8923 у 1999, 7226 у 1989).
До 2019 року село мало статус станційного селища та назву Шамалган.